# 371 Bohemia
371 Bohemia è un asteroide della fascia principale del diametro medio di circa 54,64 km. Scoperto nel 1893, presenta un'orbita caratterizzata da un semiasse maggiore pari a 2,7272941 UA e da un'eccentricità di 0,0610746, inclinata di 7,38373° rispetto all'eclittica.
Il suo nome è dedicato alla regione della Boemia.